# Молитвени орах
Молитвени орах или Молитвена бројаница (холандски: Gebedsnoot) су веома мале готичке минијатурне скулптуре од шимшира из 16. века, углавном пореклом са севера данашње Холандије. Обично се отварају у половине веома детаљних и сложених хришћанских верских сцена. Њихова величина варира између величине ораха и лоптице за голф. Углавном су истог облика, украшени резбареним готским тракама и цветовима. Већина их је 2–5 цм у пречнику и дизајнирани су тако да се могу држати у длану током личне молитве или окачити на огрлице или каишеве као модни додаци.
Молитвени ораси често садрже централне сцене које приказују епизоде из живота Богородице Марије или Исусове муке. Неки су појединачне перле; ређи примерци се састоје од чак једанаест перли, укључујући и „Чатсвортску бројаницу“ коју је Хенри VIII поклонио Катарини Арагонској, која је једна од само две сачуване бројанице од шимшира. Фигуре су често обучене у модерну савремену одећу. Ниво детаља се протеже и на штитове фигура, дугмад на јакни и накит. У неким случајевима, садрже уклесане натписе који се обично односе на значење наратива.

## Етимологија
Енглески израз „молитвени орах“ потиче од еквивалентне холандске речи gebedsnoot, и постао је уобичајен у 18. веку. Употреба речи „орах“ може потицати из чињенице да су неке перле заправо биле изрезбарене од ораха или коштица, и иако такве минијатуре нису сачуване, то је била позната пракса у средњовековној јужној Немачкој.

## Формат
Перле су прилично уједначене по величини и облику, често са пречником од око 30 до 65 милиметара. Суда напомиње како је њихов „духовни утицај...(био) чудно... обрнуто пропорционалан њиховој величини“. Често су прављене као две полушкољке које су се могле отворити како би се открили замршени унутрашњи детаљи. Према речима историчарке уметности Доре Торнтон, када је молитвени орах отворен, „открио је представу божанског, скривену унутра“.
Ентеријери се знатно разликују по сложености и детаљима, при чему једноставнији делови чине ниски рељеф исечен у диск који је заобљен на задњој страни.
Облик молитвеног ораха вероватно је носио дубоко значење; спољни омотач је представљао Христово људско тело; сталак за перле, његов крст; а унутрашњи рељефи, његову божанственост.  Према Торнтоновој, „расклапање ораха је само по себи чин молитве, попут отварања личног илуминираног молитвеника или посматрања како се листови великог олтара отварају уназад током црквене службе“. Међутим, Шолтен доводи у питање њихову употребу за приватну верску посвећеност, напомињући како их је њихова сићушна величина учинила непрактичним за медитацију, јер њихове слике нису биле видљиве без лупе или јаких наочара.

## Производња
Сматра се да многи потичу из радионице Адама Диркса у Делфту и да су били део шире традиције готских минијатура од шимшира. Значајне примере чувају разни музеји, а најзначајнији су Рајксмузеум, чији је конзерватор Јап Левенберг 1968. године први пратио њихово порекло до Делфта, Метрополитан музеј уметности, који има неколико примерака из заоставштине Џона Моргана, и Уметничка галерија Онтарија, са својом важном Томсоновом колекцијом. Заједно, три музеја су комбиновала истраживања и одржала изложбу „Мала чуда“, коју су сваки од њих организовали између 2016. и 2017. године.
Иако су многи направљени у потпуности од дрвета, други су смештени у позлаћене сребрне оквире што их је можда учинило погоднијим за ношење на каишу или за причвршћивање на бројаницу.
Неки имају дрвену омчу у средини једне половине тако да се могу носити окачени о каиш или у футроли. Мирисна супстанца је понекад стављана унутар шкољке, чији мирис би се ширио када би се перле отвориле, што их је чинило упоредивим са тада модерним помандерима.
Године 1910, када је Г. Ч. Вилијамсон написао свој каталог колекције за Џ. П. Моргана, порекло ових молитвених ораха је још увек било спорно, али је он сматрао да портрет старца у колекцији музеја у Бриселу, који је у то време приписан Кристофу Амбергеру, приказује молитвени орах који је изгледао као бројаница у колекцији.

## Галерија
- „Половина молитвеног ораха са Исусом који носи крст и распећем“, почетак 16. века, Метрополитен музеј уметности
- Детаљ: „Половина молитвене перле са Исусом....“
- Полеђина слике „Половина молитвене перле са Исусом...“,

- „Молитвена бројаница са поклоњењем мудраца и распећем“, око 1500–1510, Метрополитен музеј уметности
- Детаљ: „Молитвени орах са поклоњењем мудраца и распећем“.

- Молитвени орах (WB.238), горе мудраци и доле Пијета са Светим Јаковом Великим, Светом Урсулом и натписима, око 1510–1525, Британски музеј
- Бројаница са приказом Страдања Христовог, Холандија, почетак 16. века, шимшир. Музеј историје уметности у Бечу
- Бројаница са распећем и васкрсењем“, редак шпански примерак, са слоновачом, Музеј уметности Метрополитен